# Adam Neuner
Adam Neuner (* 24. März 1788 in Pfungstadt; † 27. Dezember 1869 in Darmstadt) war ein Chirurg.
Im Oktober 1805 trat er als Unterchirurg ins Leibregiment. Im November 1836 wurde er Stabsarzt des großherzoglichen Artilleriekorps. Er injizierte Sublimatlösung in die Augen Verstorbener »zur künstlichen Erzeugung von Katarakten zur Erlernung der Staroperation«.